# Reinhard Brendel
Reinhard Brendel (* 21. Dezember 1956) ist ein ehemaliger deutscher Fußballspieler. In seiner Karriere bestritt er 36 Bundesligaspiele und 226 Zweitligaspiele.

## Karriere
Brendel spielte bei der SpVgg Bayreuth in der 2. Bundesliga Süd ab der Saison 75/76 bis zur Saison 79/80. Brendel gehörte zum Stammpersonal, er kam in seinem 5 Jahren zu 152 Einsätzen und 19 Toren. Die Saison 78/79 war die erfolgreichste in Brendels Zeit bei Bayreuth, es wurde zum Saisonende der 2. Platz erreicht, der zur Teilnahme an den Aufstiegsspielen zur Bundesliga berechtigte. Hier scheiterte Brendel und seine Sportkameraden mit 1:1 und 1:2 an Bayer 05 Uerdingen. Brendel wurde im Hinspiel in der 58. Minute für Klaus Brand eingewechselt. Im Rückspiel spielte er durch.
Durch seine gute Leistungen, insbesondere seine elf Saisontore, als Abwehrspieler in der Saison 79/80 wurde der Bundesligist 1. FC Nürnberg auf Brendel aufmerksam und holten ihn zur Saison 1980/81. Er blieb bis 1983, konnte sich aber nie durchsetzen, er kam auf 20 Einsätze im Oberhaus des deutschen Fußballs. Sein größter Erfolg mit Nürnberg war das Erreichen des Finales des DFB-Pokal 1981/82. Hier wurde Nürnberg durch den FC Bayern München aufgehalten. Nach einer 2:0-Halbzeitführung, verloren die Nürnberger noch 2:4. Beim Stand von 2:3 wurde Brendel für Thomas Brunner in der 75. Minute eingewechselt.
Sein neuer Arbeitgeber wurde der 1. FC Saarbrücken, der in der 2. Liga spielte, Brendel blieb zwei Jahre, bevor er ein weiteres Jahr für SpVgg Bayreuth in der zweiten Liga die Schuhe schnürte. Seine beiden letzten Jahre als Profi spielte er erstklassig beim FC 08 Homburg.

## Sonstiges
Reinhard Brendel beendete seine Karriere aus gesundheitlichen Gründen und arbeitet fortan als Steuerfachgehilfe in Bayreuth.